# Carlos Zannini
Carlos Alberto Zannini (Villa Nueva, 27 de agosto de 1954) es un abogado y político argentino.
Se desempeñó en los cargos de Secretario de Gobierno Municipal, Ministro de Gobierno, Diputado Provincial, Presidente del Tribunal Superior de Justicia y Secretario Legal y Técnico de la Nación durante los gobiernos de Néstor Kirchner (Intendente de Río Gallegos, Gobernador de Santa Cruz y Presidente de la Nación). También ocupó cargos públicos durante la presidencia de Cristina Fernández. En las elecciones presidenciales de 2015, fue candidato a vicepresidente como compañero de fórmula de Daniel Scioli. Desde 2019 hasta 2023 fue el procurador del Tesoro.

## Biografía
Nació el 27 de agosto de 1954, en la ciudad cordobesa de Villa Nueva, hijo de padre albañil y madre ama de casa.
Se reconoce simpatizante de Boca Juniors, tanguero, y jugador de tenis.
Es padre de cuatro hijos, fruto de dos matrimonios. Su primera esposa falleció en 1986, pocos meses después del nacimiento de su segundo hijo. Está casado con la abogada Patricia Alzúa, con quien tuvo sus dos hijos menores.
Comenzó sus inclinaciones políticas en los años setenta, con el ascenso de Héctor J. Cámpora al poder y la tercera presidencia de Juan Domingo Perón. Militaba en la izquierda antifoquista, en un grupo llamado Tupac, el brazo universitario de la Vanguardia Comunista, un pequeño partido ―actual Partido de la Liberación―, agrupación identificada con el maoísmo; y estaba enfrentado con José Manuel de la Sota, dirigente del peronismo ortodoxo.

## Prisionero político
El jefe de la Policía, Antonio Domingo Navarro, adujo una «infiltración marxista» en el Gobierno.
En julio de 1975, durante el gobierno de María Estela Martínez de Perón, Zannini fue detenido en un bar en el centro de Córdoba, y puesto a disposición del Poder Ejecutivo. Estuvo preso en la cárcel de Encausados, la Unidad Penitenciaria 1 y en el penal de La Plata, hasta que fue liberado en 1978. Regresó a Córdoba, donde terminó la carrera de Derecho y se recibió de abogado.

## Carrera política
Con el retorno de la democracia en 1983, su amigo Roberto Arizmendi lo invitó a mudarse a Río Gallegos. Allí conoció en 1984 a Néstor Kirchner, por aquel entonces un político emergente y abogado, y a Cristina Fernández en la unidad básica "Los Muchachos Peronistas" de aquella ciudad. En 1987, fue Secretario del Gobierno Municipal en Río Gallegos, en 1991 ascendió a ministro de Gobierno provincial con Kirchner gobernador, en 1995 fue legislador y luego jefe del bloque de diputados provinciales, en 1999 fue designado Presidente del Tribunal Superior de Justicia. Desde el 25 de mayo de 2003 hasta el 10 de diciembre de 2015 fue el secretario Legal y Técnico de la Presidencia.
Zannini ocupó varios cargos en la función pública, la mayoría en la provincia de Santa Cruz. Cuando Kirchner llegó a la gobernación en 1991, Zannini fue nombrado Ministro de Gobierno de la provincia. Cuando Cristina Fernández deja la legislatura provincial para llegar al Congreso Nacional, fue elegido legislador y luego jefe del bloque de diputados provinciales en 1995. En 1999 fue nombrado por el gobernador Kirchner como presidente del Superior Tribunal de Justicia de Santa Cruz.
El 25 de mayo de 2003, el entonces presidente Néstor Kirchner lo nombró secretario legal y técnico de la Presidencia de la Nación Argentina. En 2007 y 2011, la entonces presidenta Cristina Fernández lo confirmó en el mismo cargo.
El 17 de junio de 2015,  Scioli anunció que Zannini sería su compañero de fórmula en la precandidatura presidencial para las elecciones de ese año.

## Causa Memorandum
En 2017 fue acusado y detenido por el juez Claudio Bonadio de «traición a la patria», en el marco de la causa llamada memorándum de entendimiento con Irán
Zannini afirmó que se trataba de una persecución política instrumentada judicialmente. 
Sus correligionarios comenzaron una campaña solicitando su libertad y fue apoyado por el Dr. Eugenio Raúl Zaffaroni, quien opinó que esa detención se basaba en cuestiones políticas y no jurídicas, y por tanto ajenas a la valoración judicial. Seis meses más tarde el Tribunal Oral Federal Nro 8 dispuso por unanimidad su libertad el 24 de marzo de 2018. La causa fue cerrada en 2020.